# Diecezja Nova Iguaçu
Diecezja Nova Iguaçu (łac. Dioecesis Neo-Iguassuensis) – diecezja Kościoła rzymskokatolickiego w Brazylii. Należy do metropolii Rio de Janeiro i wchodzi w skład regionu kościelnego Leste I. Została erygowana przez papieża Jana XXIII bullą Quandoquidem verbis w dniu 26 marca 1960.